# ラグビーカナダ代表
ラグビーカナダ代表（英語: Canada national rugby union team）は、カナダラグビー協会によるラグビーユニオンのナショナルチームである。愛称は「メイプルリーフス」である。

## 概要
ワールドカップには北アメリカ (北米)では唯一第9回大会まで連続出場していた。
第1回の1987年大会に招待された16か国の内の1つであり、初戦のトンガ戦でW杯初勝利をあげたがアイルランドとウェールズに敗れた。
1991年大会はフィジーとルーマニアを破り、予選プールを突破してベスト8の成績を残した。
1995年大会、1999年大会、2003年大会は予選プールで各1勝をあげたが突破はできなかった。
2007年大会では日本と同じプールBに入り、日本とは引き分けた。2011年大会でも日本と同じプールAに入り、引き分けた。
2019年大会の出場権は、2018年11月に世界最終予選でドイツ、香港、ケニアに勝利して獲得した。本大会では初戦からイタリア、ニュージーランド、南アフリカに3連敗し、プール戦での敗退が決定した。最終のナミビア戦は10月13日に釜石鵜住居復興スタジアム行われる予定であったが、令和元年東日本台風（台風19号・ハギビス）の影響により中止となり、引き分け扱いとなった。カナダ代表チームは釜石の町に残り泥除去清掃などのボランティア活動を行った。
ワールドカップ2023出場権をかけた南北アメリカ地区予選では、2021年に敗者復活戦でチリに敗れて予選敗退となり、ワールドカップに初回から連続出場していた記録は9回でストップした。

## ワールドカップの成績
- 1987年 - プール戦敗退（1勝2敗）
- 1991年 - ベスト8（プール2勝1敗、準々決勝13-29ニュージーランド）
- 1995年 - プール戦敗退（1勝2敗）
- 1999年 - プール戦敗退（1勝2敗）
- 2003年 - プール戦敗退（1勝3敗）
- 2007年 - プール戦敗退（1分3敗）
- 2011年 - プール戦敗退（1勝1分2敗）
- 2015年 - プール戦敗退（4敗）
- 2019年 - プール戦敗退（1分3敗）
- 2023年 - 予選敗退、出場ならず

## 選手

### 現在の代表
カナダ代表スコッド
- ヘッドコーチ :  スティーブ・ミーハン（英語版）

| 選手                           | ポジション     | 誕生日 (年齢)          | キャップ | チーム                               |
| ------------------------------ | -------------- | ---------------------- | -------- | ------------------------------------ |
| デワルド・コツゼ               | フッカー       | 1997年6月14日（28歳）  | 6        | シアトル・シーウルブズ               |
| ジェッセ・マッケイル           | フッカー       | 1996年5月18日（29歳）  | 3        | シアトル・シーウルブズ               |
| コール・キース                 | プロップ       | 1997年5月7日（28歳）   | 40       | ニューイングランド・フリージャックス |
| カリストゥス・マルティネス     | プロップ       | 1996年10月13日（28歳） | 8        | オールドグローリーDC                 |
| エメルソン・プライヤー         | プロップ       | 1998年6月4日（27歳）   | 1        | ユタ・ウォリアーズ                   |
| カイル・スティーブス           | プロップ       | 2000年1月31日（25歳）  | 3        | ニューイングランド・フリージャックス |
| コナー・ヤング                 | プロップ       | 1995年8月15日（30歳）  | 12       | ラグビーFCロサンゼルス               |
| エバン・オルムステッド         | ロック         | 1991年2月21日（34歳）  | 37       | SUアジャン                           |
| アイザック・ケリー             | ロック         | 2000年4月9日（25歳）   | 0        | カピラノRFC                          |
| タイラー・アードロン           | バックロー     | 1991年6月16日（34歳）  | 41       | カストル・オランピック               |
| マッソン・フレッシュ           | バックロー     | 1999年11月18日（25歳） | 13       | シカゴ・ハウンズ                     |
| マット・ヒートン               | バックロー     | 1993年2月9日（32歳）   | 38       | ラグビーFCロサンゼルス               |
| マシュー・オウォル             | バックロー     | 2000年7月29日（25歳）  | 10       | パシフィックプライド                 |
| シオン・パリー                 | バックロー     | 1998年10月29日（26歳） | 9        | エビーヴァイル                       |
| ルーカス・ラムボール           | バックロー     | 1995年8月2日（30歳）   | 67       | シカゴ・ハウンズ                     |
| ピアーズ・ヴォン・ダデルスゼン | バックロー     | 2000年3月25日（25歳）  | 6        | ニューイングランド・フリージャックス |
| ジャソン・ヒギンズ             | スクラムハーフ | 1995年3月28日（30歳）  | 21       | シカゴ・ハウンズ                     |
| ステファン・ウェッブ           | スクラムハーフ | 2005年12月15日（19歳） | 0        | UBCサンダーバーズ                    |
| ブランドン・ブラック           | フライハーフ   | 2004年4月28日（21歳）  | 1        | オークビル・クルセイダーズ           |
| ピーター・ネルソン             | フライハーフ   | 1992年10月5日（32歳）  | 28       | ダンガノンRFC                        |
| ノア・フレッシュ               | センター       | 2003年2月12日（22歳）  | 4        | シカゴ・ハウンズ                     |
| スペンサー・ジョーンズ         | センター       | 1997年7月17日（28歳）  | 9        | ユタ・ウォリアーズ                   |
| ベン・ルサージュ               | センター       | 1995年11月24日（29歳） | 40       | ニューイングランド・フリージャックス |
| ターロン・マクマリン           | センター       | 2002年1月5日（23歳）   | 6        | ターロン・サンダーバーズ             |
| ニック・ベン                   | ウイング       | 2001年4月28日（24歳）  | 6        | ユタ・ウォリアーズ                   |
| ジョシア・モッラ               | ウイング       | 1998年2月7日（27歳）   | 7        | ニューイングランド・フリージャックス |
| アイザック・オルソン           | ウイング       | 2000年7月1日（25歳）   | 6        | ニューイングランド・フリージャックス |
| クーパー・コーツ               | フルバック     | 1996年10月6日（28歳）  | 19       | ニューオーリンズ・ゴールド           |

※所属、 キャップ数(Cap)は2025年8月20日現在

## ワールドラグビー男子ランキング
ワールドラグビーが発表するデータにもとづく。
| ワールドラグビー男子ランキング 上位30チーム（2025年8月18日時点） | ワールドラグビー男子ランキング 上位30チーム（2025年8月18日時点） | ワールドラグビー男子ランキング 上位30チーム（2025年8月18日時点） | ワールドラグビー男子ランキング 上位30チーム（2025年8月18日時点） |
| 順位                                                             | 変動*                                                            | チーム                                                           | ポイント                                                         |
| ---------------------------------------------------------------- | ---------------------------------------------------------------- | ---------------------------------------------------------------- | ---------------------------------------------------------------- |
| 1                                                                | 1                                                                | ニュージーランド                                                 | 092.51                                                           |
| 2                                                                | 1                                                                | アイルランド                                                     | 089.83                                                           |
| 3                                                                | 2                                                                | 南アフリカ共和国                                                 | 089.78                                                           |
| 4                                                                | 増減なし                                                         | フランス                                                         | 087.82                                                           |
| 5                                                                | 増減なし                                                         | イングランド                                                     | 087.64                                                           |
| 6                                                                | 増減なし                                                         | オーストラリア                                                   | 085.08                                                           |
| 7                                                                | 増減なし                                                         | アルゼンチン                                                     | 081.60                                                           |
| 8                                                                | 増減なし                                                         | スコットランド                                                   | 081.57                                                           |
| 9                                                                | 増減なし                                                         | フィジー                                                         | 080.50                                                           |
| 10                                                               | 増減なし                                                         | イタリア                                                         | 077.77                                                           |
| 11                                                               | 増減なし                                                         | ジョージア                                                       | 074.69                                                           |
| 12                                                               | 増減なし                                                         | ウェールズ                                                       | 074.05                                                           |
| 13                                                               | 増減なし                                                         | サモア                                                           | 072.48                                                           |
| 14                                                               | 増減なし                                                         | 日本                                                             | 072.29                                                           |
| 15                                                               | 増減なし                                                         | スペイン                                                         | 069.12                                                           |
| 16                                                               | 増減なし                                                         | アメリカ合衆国                                                   | 068.45                                                           |
| 17                                                               | 増減なし                                                         | ウルグアイ                                                       | 067.52                                                           |
| 18                                                               | 増減なし                                                         | ポルトガル                                                       | 066.44                                                           |
| 19                                                               | 増減なし                                                         | トンガ                                                           | 065.46                                                           |
| 20                                                               | 増減なし                                                         | チリ                                                             | 063.83                                                           |
| 21                                                               | 増減なし                                                         | ルーマニア                                                       | 062.67                                                           |
| 22                                                               | 増減なし                                                         | ベルギー                                                         | 061.20                                                           |
| 23                                                               | 増減なし                                                         | 香港                                                             | 059.98                                                           |
| 24                                                               | 増減なし                                                         | ジンバブエ                                                       | 058.80                                                           |
| 25                                                               | 増減なし                                                         | カナダ                                                           | 057.75                                                           |
| 26                                                               | 増減なし                                                         | オランダ                                                         | 057.01                                                           |
| 27                                                               | 増減なし                                                         | ナミビア                                                         | 056.97                                                           |
| 28                                                               | 増減なし                                                         | ブラジル                                                         | 055.90                                                           |
| 29                                                               | 増減なし                                                         | スイス                                                           | 055.26                                                           |
| 30                                                               | 増減なし                                                         | ポーランド                                                       | 054.06                                                           |
| *前週からの変動                                                  |                                                                  |                                                                  |                                                                  |
| カナダのランキングの推移                                         |                                                                  |                                                                  |                                                                  |
| 生のグラフデータを参照/編集してください.                         |                                                                  |                                                                  |                                                                  |
| 出典: ワールドラグビー 推移グラフの最終更新: 2025年8月18日       |                                                                  |                                                                  |                                                                  |
|                                                                  | 現在、技術上の問題で一時的にグラフが表示されなくなっています。   |                                                                  |                                                                  |

## 日本との関係
カナダは、ラグビー日本代表が初めて海外試合をした国である。日本代表としては、テストマッチの初めの3試合はカナダとの対戦である。
1930年（昭和5年）、ラグビー日本代表が初めて結成され、カナダに遠征。その際に行われた7試合のうち6戦目、9月24日に行われたカナダのブリティッシュコロンビア州（BC州）代表との対戦が、初めてのテストマッチとなった。試合結果は、双方1トライずつで3対3の引き分け（当時のトライは3点）。
1932年1月から2月にかけてカナダ代表が来日し、日本国内の各チームと7試合を実施した。日本代表とのテストマッチは2回、4試合目と7試合目に行われた。4試合目1月31日に8対9、7試合目2月11日には5対38と、どちらもカナダ代表が敗れた。

## 歴代代表選手
- グレン・エニス
- ジョン・ハッチンソン
- ネイサン・ヒラヤマ
- コナー・トレイナー
- キアラン・ハーン